# اسلام‌آباد (کنارک)
اسلام‌آباد یا اسلام‌آباد دمبیان، روستایی در دهستان بانسنت بخش مرکزی شهرستان کنارک در استان سیستان و بلوچستان ایران است.

## جمعیت
بر پایه سرشماری عمومی نفوس و مسکن در سال ۱۳۹۵، جمعیت این روستا برابر با ۴۵۶ نفر (۱۴۴ خانوار) بوده‌است.